# Pentagonul celor cinci mări

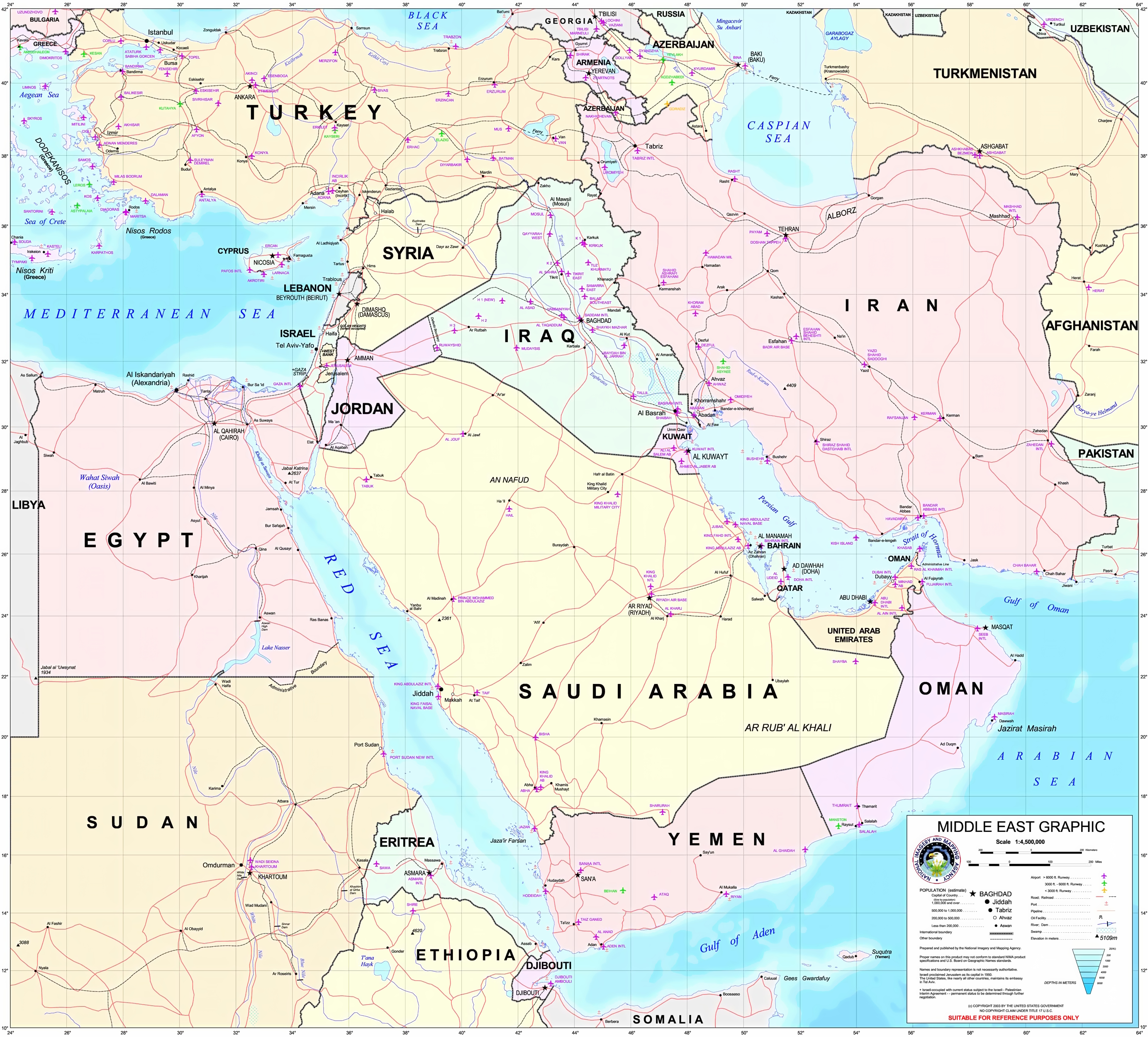
Harta Orientului Mijlociu

Pentagonul celor cinci mări strategice reprezintă un areal geografic situat în Eurasia în apropierea mărilor Caspică, Neagră, Mediterană, Roșe și a Golfului Persic, centrat în Orientul Mijlociu. Această regiune reprezintă o zonă centrală de instabilitate globală, aici aflându-se concentrate cele mai puternice resurse militare, de petrol și de gaze, alături de conducte de transport ale acestora, precum și rute de transport ale drogurilor, de migranți sau teroriști.

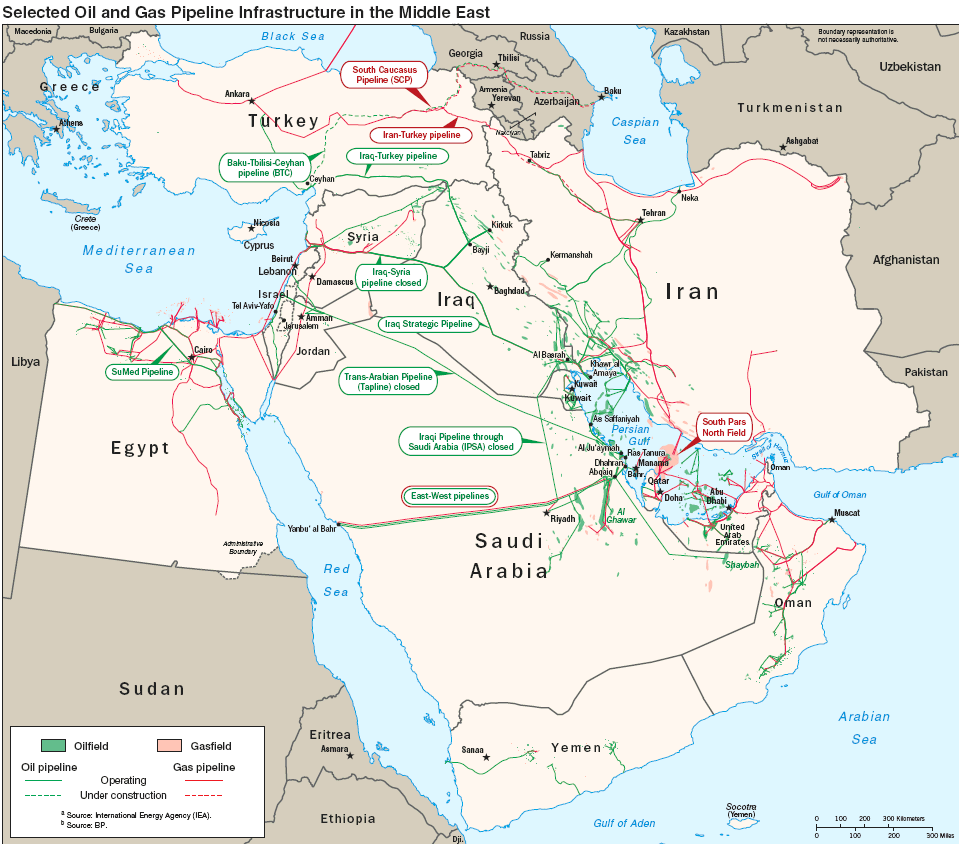
Conducte de petrol și gaze naturale în orientul Mijlociu

Regiunea este una nesigură, cunoscută ca find un epicentru mondial ala amenințărilor, bântuită de războaie regionale, de ciocniri religioase și în care există diverse alianțe teroriste. Cu toate acestea, de permeabilitatea și stabilitatea acesteia depind fluxul de mărfuri și de transport de energie la nivel global.
Este de remarcat că, Pentagonul celor cinci mări face parte din macrospațiul de compresie al Afro-Eurasiei dintre blocurile maritim și continental și dintre Est și Vest, în acest macrospațiu (nou pivot global, conform geopoliticianului francez Xavier Martin) care se întinde de la Cornul Africii și Orientul Mijlociu la Regiunea Mării Negre și Balcanii Eurasiatici, aflându-se principala falie strategică a masei continentale afro-eurasiatice.